# Hun Sen
Hun Sen (khmer: ហ៊ុន សែន)  (Peam Kaoh Sna Commune, 5 d'agost de 1952) és un polític i militar cambodjà, Primer ministre de Cambodja des del 1985. Inicialment membre dels khmers rojos, va participar en el derrocament del govern de Lon Nol, però posteriorment va participar en l'oposició del règim, fundant el Front Unit per a la Salvació de Kampuchéa i la participant en invasió vietnamita que finalment va enderrocar el govern de Pol Pot el 1979. Va ocupar diversos càrrecs al govern fins que el 1985 va esdevenir Primer ministre de Cambodja. El 1993 va firmar els Acords de Pau de París i va compartir el càrrec amb Norodom Ranariddh del partit Funcinpec en el període 1993-1997, moment en què va expulsar del càrrec. Les tensions entre els dos partits van dificultar l'acció de govern en les eleccions de 2003 i 2008 en que Hun Sen va revalidar el càrrec, entre acusacions d'irregularitats.
Poc abans de les eleccions del 2013, l'oposició s'unificà en el Partit Nacional per al Rescat de Cambodja (PNRC) i, gràcies a les pressions internacionals, el seu líder Sam Rainsy (a l'exili des del 2010) pogué tornar a Cambodja. Tot i que el Partit Popular de Cambodja va mantenir el poder, les acusacions de frau van suposar una onada de protestes i una greu escalada de la repressió, que va jutjar i condemnar Rainsy en absència.
Hun Sen va revalidar de nou el càrrec el 2018 en unes eleccions considerades invàlides internacionalment per la il·legalització de partits i líders de l'oposició.
Està casat amb Bun Rany, infermera i activista pels drets humans, que ostenta el càrrec de Presidenta de la Creu Roja a Cambodja.